# Kamerunduva
Kamerunduva (Columba sjostedti) är en fågel i familjen duvor inom ordningen duvfåglar.

## Utseende och läte
Kamerunduvan är en stor och mörk, purpurgrå duva. Den har tydliga vita fläckar på bröst och rygg, blågrått huvud och färgglad röd och gul näbb. Lätena är dåligt kända, men verkar bestå av ett morrande ljud följt av ett antal låga hoande. Arten överlappar lokalt med vitnackad duva, men denna har en vit fläck på huvudet och mörka fläckar på ljusare bröst.

## Utbredning och systematik
Fågeln förekommer i höglänta skogar i östra Nigeria och sydvästra Kamerun. Den behandlas som monotypisk, det vill säga att den inte delas in i några underarter.

## Levnadssätt
Kamerunduvan hittas uteslutande i bergsskogar. Den ses ofta flygande över trädtaket, antingen i förbigående eller i spelflykt. Ibland ses den dock sitta synligt i det öppna.

## Status
Trots det begränsade utbredningsområdet och att den tros minska i antal anses beståndet vara livskraftigt av internationella naturvårdsunionen IUCN. 

## Namn
Kamerunduvans vetenskapliga artnamn hedrar den svenska zoologen Yngve Sjöstedt som utförde flera vetenskapliga resor till Afrika, till bland annat Kamerun 1890-1892 varifrån han hemkom med betydande samlingar. Tidigare kallades den kamerunduva även på svenska, men tilldelades 2024 ett mer informativt namn av BirdLife Sveriges taxonomikommitté.

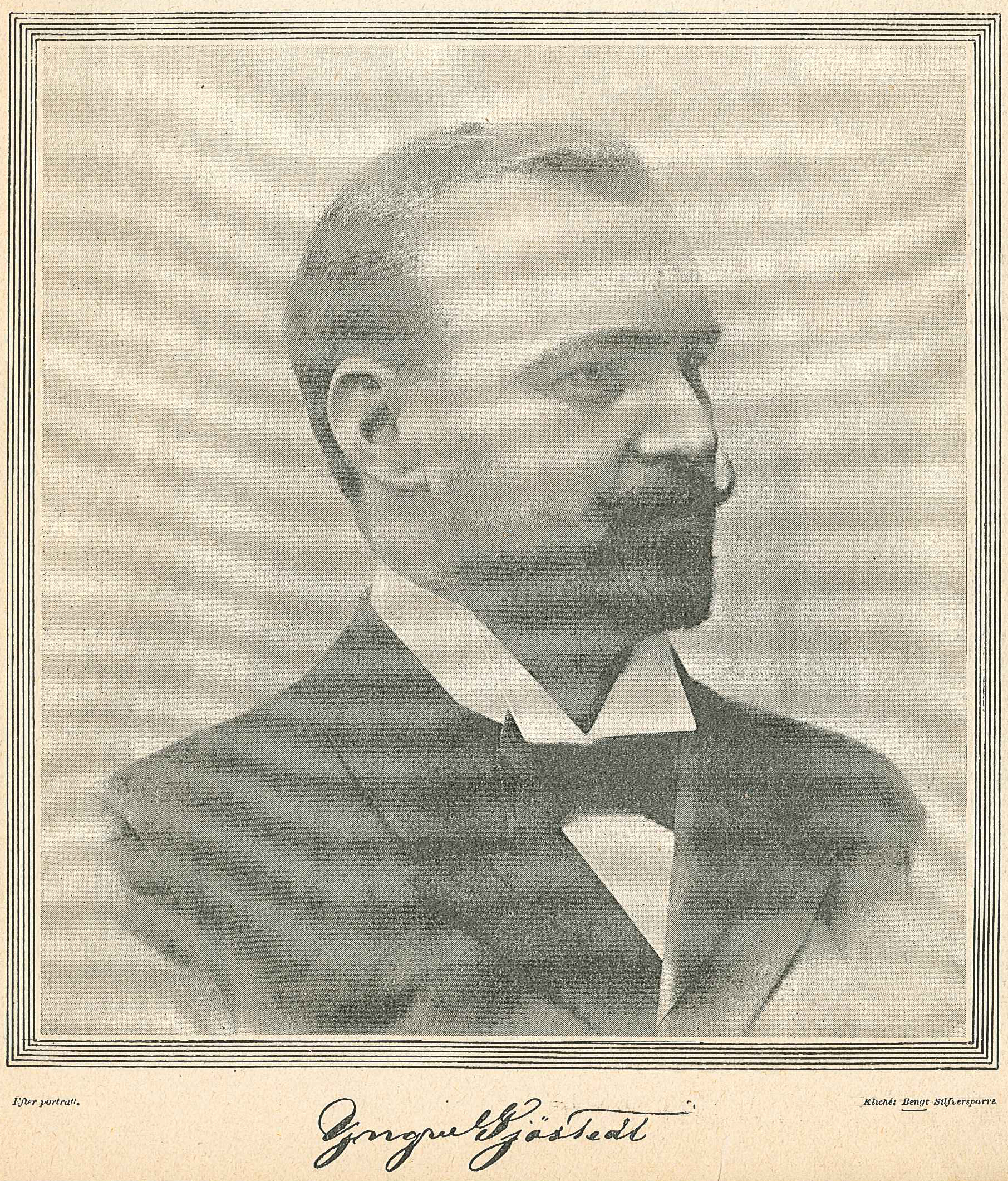
Den svenske zoologen Yngve Sjöstedt har fått duvan uppkallad efter sig.